# Sean Kelly (Fußballspieler)
Sean Kelly (* 1. November 1993 in Glasgow) ist ein schottischer Fußballspieler, der zuletzt beim FC Dundee in der Scottish Premiership unter Vertrag stand.

## Karriere

### Verein
Sean Kelly begann seine Karriere in der Jugend beim FC St. Mirren in Paisley, etwa 10 Kilometer westlich von Glasgow. Noch vor seinem Debüt für die erste Mannschaft der „Saints“ wurde der Defensivspieler ab August 2012 für ein halbes Jahr an den schottischen Viertligisten FC East Stirlingshire verliehen. In der Hinrunde der Saison 2012/13 absolvierte er für den Verein aus Falkirk zehn Ligaspiele. Nach seiner Rückkehr von der Leihstation gab er sein Debüt für St. Mirren am 3. August 2013 bei einer 0:3-Niederlage in der Scottish Premiership gegen Inverness Caledonian Thistle. Nachdem er zu Beginn der Spielzeit 2013/14 häufig eingesetzt worden war, erhielt er im November 2013 eine Vertragsverlängerung bis 2016. 2015 stieg er mit den „Saints“ als Tabellenletzter aus der ersten Liga ab. Nach der Zweitligasaison 2015/16 verließ er den Verein.
Nach einem Probetraining beim englischen Drittligisten AFC Wimbledon erhielt Kelly einen Einjahresvertrag.
Er kehrte ein Jahr später zurück nach Schottland und unterschrieb bei Ross County. Mit dem Verein aus den Highlands stieg er im ersten Jahr in die zweite Liga ab, der mit dem direkten Wiederaufstieg 2019 korrigiert wurde. Am Ende der Saison 2019/20 wurde der Vertrag nicht verlängert. Nach drei Monaten Vereinslosigkeit unterschrieb Kelly im Oktober 2020 beim schottischen Drittligisten FC Falkirk.
Am 21. Juli 2021 schloss sich Kelly dem schottischen Erstligisten FC Livingston mit einem ersten Einjahresvertrag an, der später um ein Jahr weiteres Jahr ausgedehnt wurde.

### Nationalmannschaft
Sean Kelly spielte im Jahr 2014 einmal in der Schottischen U21-Nationalmannschaft gegen Ungarn.

### Familie
Sein drei Jahre jüngerer Bruder Liam Kelly ist als Torhüter beim FC Motherwell aktiv.